# КАМАЗ 65115
КамАЗ-65115 (англ. KamAZ-65115) — серійний самоскид з заднім розвантаженням, що виготовляється з 1995 року.
Цей автомобіль-самоскид КамАЗ 65115 призначений для перевезення різних сипучих будівельних і промислових вантажів загальною масою не більше 15 т. Кабіна металева, відкидна, тримісна розташована над двигуном, має шумо і термоізоляцію. Платформа КамАЗ 65115 — суцільнометалева з похилим переднім бортом, зварна, коробчатого типу, захищена козирком, який закриває простір між кабіною і платформою, має задній борт, обігрівається відпрацьованими газами для того, щоб запобігти примерзання вантажу до платформи. Модель КАМАЗ-65115 має декілька видів комплектацій (65115-015, 65115-016, 65115-017, 65115-018, 65115-025, 65115-023, 65115-015, 65115-027, 65115-028).

## Модифікації
- КАМАЗ-65115-015 (15 т. 260 к.с. коробка передач: 154, Передаточне відношення головної передачі: 5,94, Платформа, куб.м. (монтажна довжина рами для шасі, мм): 10,5, тип шин: 11.00R20, паливні баки: 350, кр-пет., р / под.к, ан.сід., МКБ, МОБ, гідровив., н.п.каб., намет, схо.)

- КАМАЗ-65115-016 (15 т. 260 к.с. коробка передач: 154, Передаточне відношення головної передачі: 5,94, Платформа, куб.м. (монтажна довжина рами для шасі, мм): 11,5, тип шин: 11.00R20, паливні баки: 350, шк-пет., р / под.к, ан.сід., МКБ, МОБ, гідровив., н.п.каб.)

- КАМАЗ-65115-017 (15 т. 260 к.с. коробка передач: 154, Передаточне відношення головної передачі: 5,94, Платформа, куб.м. (монтажна довжина рами для шасі, мм): 10,5, тип шин: 11.00R20, паливні баки: 350, кр-пет., р / под.к, ан.сід., МКБ, МОБ, гідровив., ТНВТ BOSCH, намет, схо.)

- КАМАЗ-65115-018 (15 т. 260 к.с. коробка передач: 154, Передаточне відношення головної передачі: 5,94, Платформа, куб.м. (монтажна довжина рами для шасі, мм): 11,5, тип шин: 11.00R20, паливні баки: 350, шк-пет., р / под.к., ан.сід., МКБ, МОБ, гідровив., ТНВТ BOSCH)

- КАМАЗ-65115-025 (15 т. 260 к.с. коробка передач: 154, Передаточне відношення головної передачі: 5,94, Платформа, куб.м. (монтажна довжина рами для шасі, мм): 10,5, тип шин: 11.00R20, паливні баки: 350, кр-пет., р / под.к, ан.сід., МКБ, МОБ, гідровив., намет, схо.)

- КАМАЗ-65115-023 (15 т. 260 к.с. коробка передач: 154, Передаточне відношення головної передачі: 5,94, Платформа, куб.м. (монтажна довжина рами для шасі, мм): 8,5, тип шин: 11.00R20, паливні баки: 350, шк-пет., р / под.к, ан.сід., МКБ, МОБ, гідровив., н.п.каб.)

- КАМАЗ-65115-027 (15 т. 260 к.с. коробка передач: 154, Передаточне відношення головної передачі: 5,94, Платформа, куб.м. (монтажна довжина рами для шасі, мм): 8,5, тип шин: 11.00R20, паливні баки: 350, шк-пет., р / под.к., ан.сід., МКБ, МОБ, гідровив.)[2]

- КАМАЗ-65115-028 (15 т. 260 к.с. коробка передач: 154, Передаточне відношення головної передачі: 5,94, Платформа, куб.м. (монтажна довжина рами для шасі, мм): 8,5, тип шин: 11.00R20, паливні баки: 350, шк-пет., р / под.к., ан.сід., МКБ, МОБ, гідровив., ТНВТ BOSCH)